# 厚叶木莲
厚叶木莲（学名：Manglietia pachyphylla），为木兰科木莲属下的一个植物种。